# Ибрагим, Абдалла
Абдалла Ибрагим (араб. عبد الله إبراهيم‎; 24 августа 1918, Марракеш, Марокко — 11 сентября 2005, Касабланка, Марокко) — марокканский борец за национальное освобождение и государственный деятель, премьер-министр Марокко (1958—1960).

## Биография
Родился в семье мелкого торговца, окончил медресе Ибн Юссуфа в Марракеше и Сорбонне в Париже. В 1943 г. получил степень доктора теологии (aalem), получив высшее образование в Рабате под руководством шейха Мохаммеда Бен Ларби Алауи. Одновременно брал уроки английского и французского языков у марокканских и французских учителей. В 1945 г. поступил в Парижский университет, в эти годы знакомится с Андре Бретоном, Жаном-Полем Сартром, Луи Арагоном, Франсуа Мориаком.
По возвращении на родину стал активным борцом за независимость королевства в рамках французского протектората в Марокко. В сентябре 1937 г. за организацию антиколониальной демонстрации был сослан в Тарудант. Убежденный, что рабочий класс должен быть в авангарде движения за независимость он участвовал в создании Марокканского профсоюза трудящихся. Входил в состав 59 подписантов Манифеста о независимости от 11 января 1944 г. С 1944 по 1959 г. он был членом буржуазно-националистической партии Истикляль, с 1950 по 1952 год работал в редколлегии партийного печатного органа «Аль-Алам», за что был арестован и с с 1952 по 1954 г. находился в заключении.
После возвращения из изгнания султана Сиди Мохаммеда (будущего короля Мухаммеда V) и в рамках перехода к независимости, согласованного с Францией, согласно соглашениям в Ла Селль Сен-Клу, в декабре 1955 г. он был назначен заместителем премьер-министра, отвечавшим за информационную политику и туризм. При этом был враждебно настроен против восстановления абсолютной монархии и поддерживал Национально-освободительную армию (ALN).
После официального окончания французского протектората в Марокко (1956), продолжал служить в первом беккайском правительстве. Преодолевая сопротивление других членов кабинета, приступил к реализации социал-демократической программы помощи бедным, развития сектора государственной экономики. Однако он был уволен своим личным врагом, будущим королем Хасаном II, после попытки изгнать американского офицера, назначенного в кабинет на должность министра внутренних дел.
В 1956—1958 гг. — министр труда и социальных дел.
В 1958—1960 гг. — премьер-министр и одновременно министр иностранных дел. Во время его правления был отменен режим «открытых дверей» и восстановлен таможенный суверенитет Марокко. В результате Война Ифни (1958) Марокко получило от Испании территорию Тарфайя (южное Марокко). Антиимпериалистический национал-демократический курс правительства и его чрезмерно независимый от Франции и США курс (попытки распустить военные базы, основанные в районе Касабланки) привели к расколу в партии Истикляль в январе 1959 г. и к отставке Ибрагима 20 мая, после чего было введено прямое королевское правление.
В 1959 г. он одобрил создание левой партии  Национальный союз народных сил (НСНС), став одним из её руководителей наряду с Абдеррахманом Юсуфи и Махди Бен Баркой. На втором съезде был избран её генеральным секретарем. Постепенно между лидерами партии обострились разногласия, которые привели к ее расколу в 1975 г., когда большинство проголосовало за переименование в Социалистический союз народных сил. Абдалла Ибрагим остался во главе бывшего НСНС, однако во всех избирательных кампаниях с 1976 г. его партия не играла значимой роли.
Преподавал в университетах, являлся автором ряда книг.

## Награды и звания
Великий офицер ордена Трона (2005).